# Saint-Nicolas-de-la-Haie
Saint-Nicolas-de-la-Haie ist eine französische Gemeinde mit 408 Einwohnern (Stand: 1. Januar 2022) im Département Seine-Maritime in der Region Normandie. Die Gemeinde gehört zum Arrondissement Rouen und zum Kanton Port-Jérôme-sur-Seine (bis 2015: Kanton Caudebec-en-Caux). Die Einwohner werden Nicolaysiens genannt.

## Geografie
Saint-Nicolas-de-la-Haie ist eine Landgemeinde im Pays de Caux und liegt etwa 31 Kilometer ostnordöstlich von Le Havre. Umgeben wird Saint-Nicolas-de-la-Haie von den Nachbargemeinden Saint-Aubin-de-Crétot im Norden und Nordosten, Saint-Gilles-de-Crétot im Osten, Saint-Arnoult im Süden und Südosten, Grand-Camp im Süden und Westen sowie Trouville im Nordwesten.
| Bevölkerungsentwicklung   | Bevölkerungsentwicklung | Bevölkerungsentwicklung | Bevölkerungsentwicklung | Bevölkerungsentwicklung | Bevölkerungsentwicklung | Bevölkerungsentwicklung | Bevölkerungsentwicklung | Bevölkerungsentwicklung |
| ------------------------- | ----------------------- | ----------------------- | ----------------------- | ----------------------- | ----------------------- | ----------------------- | ----------------------- | ----------------------- |
| Jahr                      | 1962                    | 1968                    | 1975                    | 1982                    | 1990                    | 1999                    | 2006                    | 2013                    |
| Einwohner                 | 185                     | 178                     | 176                     | 268                     | 348                     | 379                     | 399                     | 404                     |
| Quelle: Cassini und INSEE |                         |                         |                         |                         |                         |                         |                         |                         |

## Sehenswürdigkeiten
- Kirche Saint-Nicolas aus dem 11. Jahrhundert
- Herrenhaus aus dem 16. Jahrhundert
- Herrenhaus aus dem 18. Jahrhundert
- Herrenhaus von Les Sablonnières  aus dem 17./18. Jahrhundert